# Nanomitrium neocaledonicum
Nanomitrium neocaledonicum là một loài rêu trong họ Ephemeraceae. Loài này được Thér. G. Roth mô tả khoa học đầu tiên năm 1913.